# Fædrelandsforbundet
Det alukrainske Fædrelandsforbund (ukrainsk: Всеукраїнське об'єднання «Батьківщина») er det ledende parti i den ukrainske valgalliance Julia Timosjenko-blok. Fædrelandsforbundet har officielt Julia Timosjenko som partileder, dets fungerende leder er Arsenij Jatsenjuk.
Fædrelandsforbundet havde observatørstatus i Det Europæiske Folkeparti og i International Democrat Union (IDU) en international union af konservative partier, hvor også det danske Konservative Folkeparti er medlem.
Den 22. februar 2014 blev Oleksandr Turtjinov valgt som formand for Ukraines parlament og samtidigt udpeget som fungerende præsident for Ukraine og fungerende premierminister efter afsættelsen af Viktor Janukovitj.

## Valgresultat ved parlamentsvalget 2012
- Parlamentsvalget 2012

## Ledende skikkelser i Fædrelandsforbundet
- Julia Timosjenko
Formand for Fædrelandsforbundet
- Oleksandr Turtjinov
Tidligere medlem af Fædrelandsforbundet, nu Folkefronten
- Arsenij Jatsenjuk
Fungerende Premierminister for Ukraine